# Vincenzo Guerrazzi
Vincenzo Guerrazzi (Mammola, 8 novembre 1940 – Genova, 22 giugno 2012) è stato un pittore e scrittore italiano, conosciuto come lo "scrittore-pittore-operaio".

## Biografia
Nasce in un piccolo paese dell'entroterra calabrese e, perduto il padre (vittima dei nazifascisti nell'eccidio della Benedicta) in tenerissima età, dopo l'infanzia e l'adolescenza vissute in Calabria, si trasferisce a Genova, dove, ancora minorenne, viene assunto alla Fabbrica Ansaldo, Meccanica Varia, e vi resta per 17 anni. Nel 1975 si licenzia per dedicarsi a tempo pieno alla scrittura e alla pittura, attraverso le quali compie un percorso di impegno civile, sociale, politico.
La sua arte, sia narrativa che pittorica, è legata alla realtà che tratta e che rappresenta. Nelle sue opere ogni estrosità figurativa o letteraria è funzionale alla comunicazione del messaggio che contiene; ossia, prima di come esprimere è importante cosa esprimere, per aprire gli occhi alle società del proprio tempo, scuotere le coscienze, fare luce su ciò che viene iniquamente tenuto nel buio.
Guerrazzi "fonda" così il primo quotidiano-murale: "L'urlo della notte" nei gabinetti della fabbrica, luogo dove gli operai scrivono sui muri frasi e pensieri, che saranno poi raccolti e pubblicati all'interno del primo romanzo completo di Guerrazzi, Nord e Sud uniti nella lotta, libro spregiudicato nel linguaggio, censurato, discusso, ma poi finalista al Premio Sila nel 1975. Scrive e pubblica settimanalmente sui quotidiani locali, Il Secolo XIX e Il Lavoro dei racconti inerenti alla condizione operaia negli anni '60 e '70, e anche questi saranno poi riuniti nel romanzo Le ferie di un operaio del 1974.
Dopo avere curato un'inchiesta all'interno (e dall'interno) del contesto operaio, intitolata L'altra cultura (1975), ne realizza altre due, I Dirigenti nel 1976, e Gli Intelligenti nel 1978; entrambi denuncia di superficialità, disimpegno, incompetenza, malcostume, goffaggine, tracotanza delle classi dirigente e "intellettuale". È il punto di vista che Guerrazzi esprime anche in pittura: quadri storico-politici, ambientati nella fabbrica.
Tiene svariate mostre in Italia (nel 1996 anche in Germania) a partire da quella svoltasi a Roma, a Palazzo dei Congressi nell'ottobre 1977. Nel 1978 la televisione svizzera e la Rai gli dedicano due programmi, quello della Rai condotto da Stefano Satta Flores.
È scomparso nel 2012 all'età di 71 anni.

## Opere
- Vita operaia in fabbrica: l'alienazione, Genova, 1972;
- Le ferie di un operaio (con introduzione di Goffredo Fofi), ed. Savelli, 1974; ed. Ilisso-Rubbettino, 2006; Archiviato il 14 aprile 2021 in Internet Archive.
- Nord e Sud uniti nella lotta, ed. Marsilio, 1974; ed. Fratelli Frilli, 2003;

- L'altra cultura (inchiesta operaia), ed. Marsilio, 1974;
- I dirigenti (inchiesta nella classe dirigente), ed. Mazzotta, 1976;
- La fabbrica dei sogni, ed. Cooperativa Scrittori, 1977;
- La fabbrica dei pazzi, ed. Newton Compton, 1978;
- Gli Intelligenti (inchiesta nel mondo intellettuale), ed. Marotta, 1978; ed. Stampa Alternativa, 2003;

- La festa dell'unità: viaggio allucinante, ed. Rizzoli, 1982;
- Come si diventa borghesi?, ed. Oceania, 1988;
- Quel maledetto giorno, ed. Pellegrini, 2001;
- L'aiutante di S. B. Presidente operaio, ed. Marsilio, 2004;
- Il compagno sbagliato, ed. Mursia, 2007, romanzo scritto con il giornalista di La Repubblica, Stefano Bigazzi.